# Метаграма
Метаграма (від грец. μετά — префікс, який означає зміну, і γράμμα – буква) — загадка, різновид шаради. Потрібно відгадати слово, з якого через заміну певної літери утворюється інше слово.
Метаграма, написана Оленою Пчілкою:
Ось візьміте одно слово –

Із трьох буков лиш воно;

Ви на різнії початки

Його знаєте давно:

Як почнете з букви Д –

Буде велетень гаїв;

Як почнете з букви Ч –

Було в славних козаків;

Як почнете з букви З –

То дай бог, щоб не болів!и
Відгадка: дуб — чуб — зуб.
Цікавими вважаються метаграми, в яких початкове та кінцеве слова не випадкові, а близькі чи протилежні за змістом, об'єднані не довільною кількістю, а найкоротшим ланцюжком слів. Наприклад, у метаграмі Володимира Денисенка для перетворення "зими" на "літо" використано 5 загальновживаних слів, які містить "Великий тлумачний словник української мови":
Пора, серед усіх - найхолодніша,
Співзвуччя на кінцях рядочків вірша,
Оправа для картин або портретів,
Монах, живе в Монголії, Тибеті,
Для будівництва дошка чи жердина, 
Роки минулі у житті людини,
Період часу - найтепліша днина.
(Зима - рима - рама - лама - 
лата - літа - літо).